# Klokje
Klokje (Campanula) is een geslacht van ongeveer driehonderd soorten planten uit de klokjesfamilie (Campanulaceae). De botanische naam Campanula is het Latijnse woord voor 'klokje'.
De soorten komen voor in de gematigde streken van het noordelijk halfrond, met de grootste verscheidenheid in het mediterrane gebied ten oosten van de Kaukasus.
Het geslacht bevat zowel eenjarige, tweejarige als overblijvende kruiden, in hoogte variërend van minder dan 5 cm voor enkele subpolaire en gebergtesoorten tot bijna 2 m hoge soorten in graslanden en bossen in gematigde streken.
De zittende (ongesteelde) bladeren zijn afwisselend geplaatst en variëren ook op een enkele struik vaak in vorm. De onderste bladeren zijn groter en breder; de kleinere en smallere bladeren zitten bovenaan.
De bladrand kan glad of getand zijn, waarbij beide aan eenzelfde struik kunnen voorkomen.
Veel soorten scheiden wit sap af in de bladeren en stengels. De klokvormige bloemen staan in meestal pluimen, maar bij enkele soorten apart. De kleur is meestal blauw tot paars of soms wit tot roze.
De bloemkroon is klokvormig, opgebouwd uit vijf vergroeide kroonbladen en vaak 2-5 cm lang.
De vrucht is een doosvrucht met talloze kleine zaadjes.
Bekende soorten zijn het Noord-Europese grasklokje (Campanula rotundifolia), en het Zuid-Europese Campanula medium. In België en Nederland komen naast het genoemde grasklokje het ruig klokje en het rapunzelklokje in enkele streken algemeen voor. Ook komt het bergklokje zeer spaarzaam voor.
Het sprookje Raponsje van de gebroeders Grimm is naar het rapunzelklokje genoemd.

## Ecologischeaspecten
Campanula-soorten worden als waardplant gebruikt door de larven van een aantal Lepidoptera-soorten waaronder:
- Boksbaardvlinder (Amphipyra tragopoginis)
- Klokjesmonnik (Cucullia campanulae)
- Variabele breedvleugeluil (Diarsia mendica, ook waargenomen op het grasklokje)
- Zwartvlekdwergspanner (Eupithecia centaureata)
- Klokjesdwergspanner (Eupithecia denotata)
- Gewone dwergspanner (Eupithecia vulgata, waargenomen op grasklokje)
- Maurica breveti
- Perzikkruiduil (Melanchra persicariae)
- Gele granietuil (Polymixis flavicincta)
- Standfussiana lucernea
- Udea nebulalis

Klokjessoorten worden door een aantal soorten wilde bijen bevlogen zoals gewone klokjeszandbij (Andrena curvungula), grote klokjesbij (Chelostoma rapunculi) , kleine klokjesbij (Chelostoma campanularum)) en klokjesdikpoot (Melitta haemorrhoidalis).

## Taxonomie

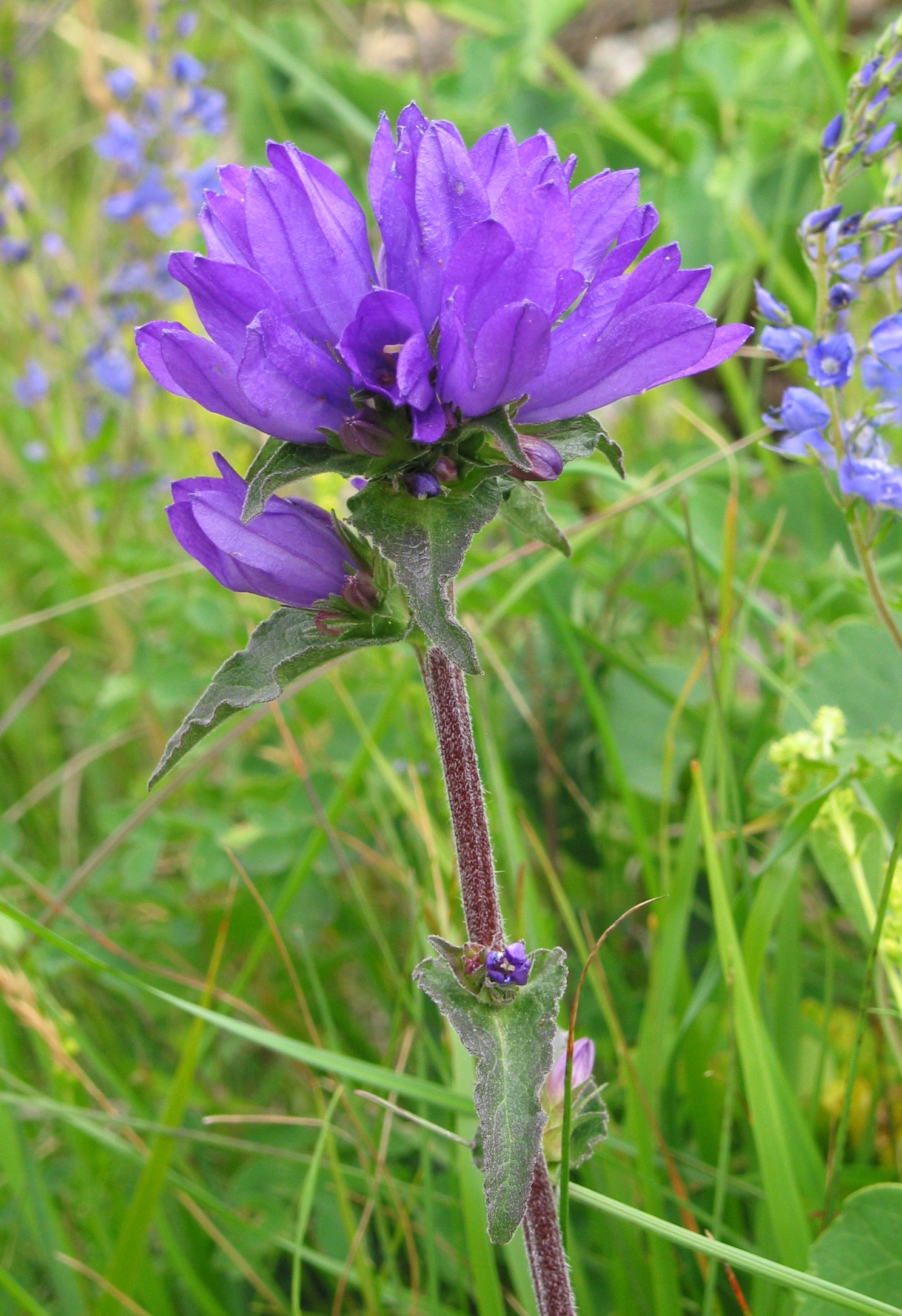
Campanula glomerata

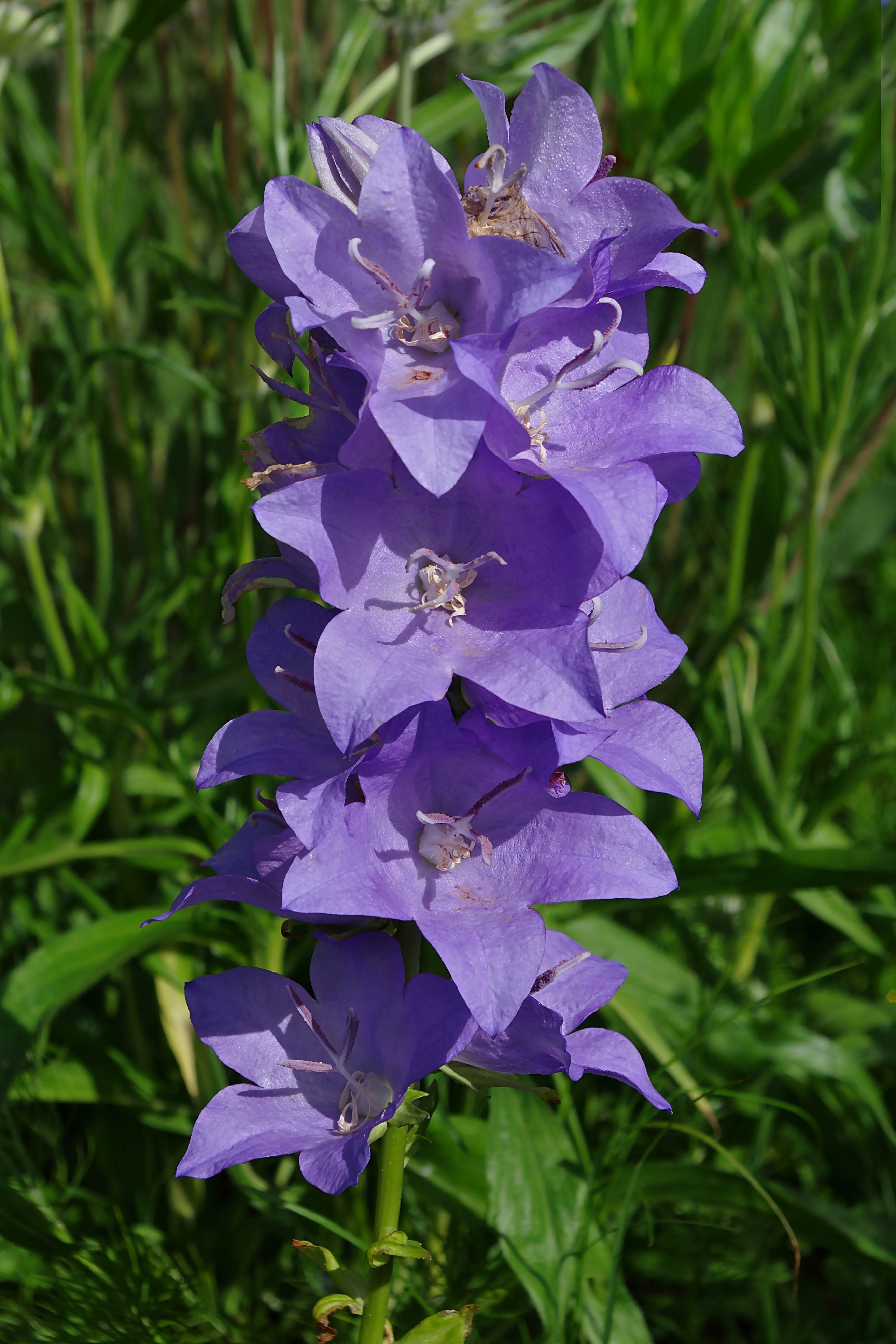
Campanula persicifolia

Selectie van soorten:
| Campanula abietina Campanula adsurgens Campanula affinis Campanula alliariifolia Campanula alpestris - Allioni's klokje Campanula alpina Campanula alsinoides Campanula americana Campanula aparinoides Campanula ardonensis Campanula argyrotricha Campanula arvatica Campanula aucheri Campanula autraniana Campanula barbata Campanula baumgartenii Campanula beauverdiana Campanula bellidifolia Campanula betulifolia Campanula bononiensis Campanula caespitosa Campanula calaminthifolia Campanula californica Campanula carpatica Campanula cashmeriana Campanula celsii Campanula cenisia Campanula cervicaria Campanula cespitosa Campanula chamissonis Campanula cochleariifolia Campanula collina Campanula colorata Campanula crenulata Campanula dichotoma Campanula divaricata Campanula elatines Campanula elegans Campanula ephesia Campanula erinus Campanula excisa Campanula exigua Campanula filicaulis Campanula formanekiana Campanula fragilis Campanula gansuensis Campanula garganica Campanula glomerata - Kluwenklokje Campanula grossekii Campanula hemschinica Campanula hercegovina Campanula heterophylla Campanula imeretina Campanula incurva Campanula isophylla Campanula jacobaea Campanula kachethica Campanula kantschavelii Campanula kemulariae Campanula khasiana Campanula kolenatiana Campanula komarovii Campanula laciniata Campanula lactiflora Campanula lanata Campanula lasiocarpa Campanula latifolia - Breed klokje Campanula latiloba Campanula lingulata Campanula linifolia Campanula longistyla Campanula lusitanica | Campanula lyrata Campanula macrorhiza Campanula macrostya Campanula makaschvilii Campanula medium Campanula michauxioides Campanula mirabilis Campanula moesiaca Campanula mollis Campanula morettiana Campanula oblongifolia Campanula ochroleuca Campanula olympica Campanula orbelica Campanula oreadum Campanula orphanidea Campanula parryi Campanula patula - Weideklokje Campanula pelviformis Campanula peregrina Campanula persicifolia - Prachtklokje Campanula petraea Campanula petrophila Campanula phrygia Campanula phyctidocalyx Campanula piperi Campanula portenschlagiana Campanula poscharskyana Campanula prenanthoides Campanula primulifolia Campanula pulla Campanula punctata Campanula pyramidalis - Piramideklokje Campanula raddeana Campanula raineri Campanula ramosissima Campanula rapunculoides - Akkerklokje Campanula rapunculus - Rapunzelklokje Campanula reiseri Campanula reuteriana Campanula rhomboidalis - Bergklokje Campanula rotundifolia - Grasklokje Campanula rupestris Campanula sarmatica Campanula sartorii Campanula saxatilis Campanula saxifraga Campanula scabrella Campanula scheuchzeri Campanula scouleri Campanula sibirica Campanula spicata Campanula spruneriana Campanula stevenii Campanula stricta Campanula strigosa Campanula teucrioides Campanula takesimana Campanula thessela Campanula thrysoides Campanula tomentosa Campanula tommasiniana Campanula trachelium - Ruig klokje Campanula trautvetteri Campanula tridentata Campanula uniflora Campanula versicolor Campanula vidalii Campanula violae Campanula waldsteiniana Campanula zoysii |